# 灰蛇锚参
灰蛇锚参（学名：Opheodesoma grisea）为锚参科蛇锚参属的动物。分布于红海、东非、马达加斯加、毛里求斯、孟加拉湾、印度尼西亚、澳大利亚、菲律宾、夏威夷、台湾岛以及中国大陆的海南岛等地，多栖息于珊瑚礁内以及常裸露于有海草的沙上或水洼内。该物种的模式产地在菲律宾群岛。